# Parc de Roodebeek
 (août 2025).
Le parc de Roodebeek (en néerlandais : Roodebeekpark) est situé sur le territoire de la commune de Woluwe-Saint-Lambert, partie de la Région bruxelloise, en Belgique. Il borde d'un côté l'antique chaussée de Roodebeek et de l'autre la place de la Sainte-Famille, le chemin des Deux Maisons, la rue de la Charrette et le quartier des Constellations.

## Histoire
Propriété des bénédictines de l'abbaye de Forest, le domaine de Roodebeek fut vendu aux jésuites en 1606 par le receveur de l'hôpital Saint-Jean. Il s'étendait encore sur près de 50 hectares et dépendait alors de la ferme Ten Steen, située au n° 65 de la chaussée de Roodebeek. À la suite de la suppression de la Compagnie de Jésus, il est confisqué en 1773 par le régime autrichien avant d'être racheté par le propriétaire du château Malou, Lambert de Lamberts.
Une sablonnière y est plus tard (1879) exploitée par un cultivateur, Pierre Jacobs, pour alimenter le pavage des rues, ce qui explique sa dénivellation actuelle. Au XIXe siècle, Woluwe-Saint-Lambert comptait un nombre important de carrières de pierre et de sablonnières, supplantées à la fin du siècle par le développement, aussi éphémère que spectaculaire, des briqueteries.
Le site actuel du parc communal est le résultat de la fusion de deux propriétés privées du XIXe siècle. Il a été inauguré le 17 juillet 1948 par des festivités qui se prolongèrent pendant près de deux semaines.
En 1884, Emile Devos, rentier de son état, construit sa maison de campagne sur la partie orientale du parc. Dix ans plus tard, il l'agrandit pour en faire sa résidence principale, agrémentée d'un très beau jardin. Elle a alors l'aspect d'un édifice rural brabançon pittoresque avec des pignons à gradins. La rotonde, ajoutée en 1910, abritait un salon où la deuxième femme d'Emile Devos, Lidye Bricoult, présidait des séances de spiritisme, très en vogue à l'époque. A son décès en 1942, faute d'héritiers, sa veuve vend la propriété à la commune de Woluwe-Saint-Lambert à la condition expresse d'en faire un parc public et de transformer la maison en musée. La maison d'Emile Devos abrite depuis 1950 le Musée communal de Woluwe-Saint-Lambert dont la rénovation s'est achevée récemment.

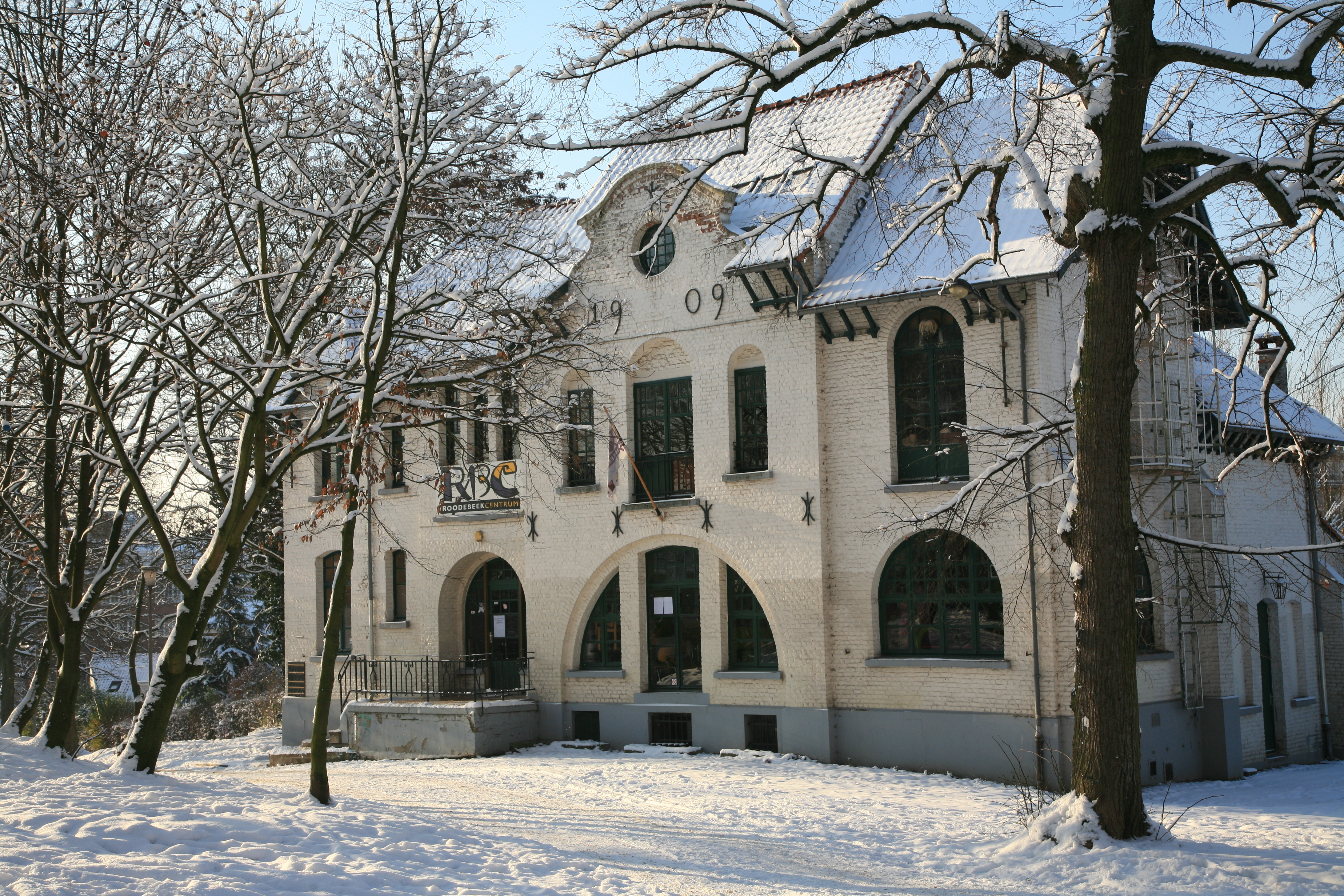
Villa Montald

Le peintre d'origine gantoise Constant Montald (1862-1944), professeur à l'Académie royale des beaux-arts de Bruxelles et représentant du Symbolisme, acquiert l'autre partie de la propriété en 1906. Il y fait construire une vaste villa-atelier (1909-1910), d'après les plans de l'architecte Henri Van Massenhoven, qui sera pendant longtemps un lieu de rencontres d'artistes. Son épouse, Gabrielle Canivet, peintre comme lui, prend grand soin du jardin qui entoure le cottage, décrit comme un véritable paradis. L'actuelle allée de tilleuls et de châtaigniers, qui donne accès au parc depuis la chaussée de Roodebeek, en faisait partie. Elle débouchait sur une pelouse garnie d'un massif de rhododendrons, ceinturée d'une couronne d'arbres d'agrément et de multiples parterres de fleurs jusqu'à la colline boisée. Au décès du peintre, son unique héritier cède en 1948 la propriété à la commune de Woluwe-Saint-Lambert qui y construit, au début des années 1950, un nouveau complexe scolaire, l'école Princesse Paola. La villa Montald peut alors être libérée au profit d'ateliers créatifs et de groupes de jeunes néerlandophones.

## Une relique boisée
La physionomie du parc de Roodebeek s'apparente à celle d'une autre relique forestière, le parc Brugmann à Uccle, à l'exception du relief : en creux dans ce dernier, il est tout en bosses ici. Sinon, l'impression d'un îlot rescapé, couvert d'une vieille futaie de hêtres, cerné d'immeubles qui jouent à cache-cache entre leurs grosses branches, est identique. Mais le paysage urbanistique est ici plus varié : un clocher d'église, des appartements en gradins qui tentent d'épouser la pente de la colline, des baraquements scolaires, les petites maisons de la chaussée de Roodebeek, les fenêtres alignées du home de la Charrette.
D'un côté, le parc descend en pente douce vers la chaussée de Roodebeek, de l'autre, il surplombe l'église et la place de la Sainte-Famille ainsi que la rue des Bluets, chemin creux aujourd'hui bordé d'immeubles à appartements.
Le parc de Roodebeek constitue une relique des zones boisées qui couvraient autrefois une bonne partie du territoire de Woluwe-Saint-Lambert. Les essences d'arbres sont très diverses : hêtres pourpres, marronniers, robiniers et sorbiers, cerisiers tardifs, seringas, symphorines, sapins de Douglas, chênes rouges d'Amérique, tilleuls, érables sycomores et aubépines.
La majestueuse allée qui borde les installations de l'école communale Princesse Paola et qui conduit à la chaussée de Roodebeek est bordée de beaux châtaigniers.

## Edifices et monuments
- Musée communal de Woluwe-Saint-Lambert[1] : le musée est abrité dans l'ancienne maison d'Emile Devos. L'intérieur est décoré de belles boiseries – lambris, plafond, corps de cheminée – et de carreaux de céramique hollandaise de Makkum (Frise). En plus de ses collections permanentes de mobilier, d'œuvres d'artistes de la commune, d'archéologie, de souvenirs d'anciennes sociétés folkloriques et d'outillage agricole, le musée organise régulièrement des expositions. Un centre de documentation sur l'histoire de la commune y est ouvert au public. Les locaux abritent également la fondation Albert Marinus qui se consacre à l'étude des traditions populaires et la Confederate Historical Association of Belgium qui étudie l'histoire des Etats-Unis d'Amérique au XIXe siècle et, plus particulièrement, la guerre de Sécession (1861-1865).
- Petit zoo : du côté de la chaussée de Roodebeek, le parc abrite une importante colonie de cobayes, des oies, des poules, un âne et un colombier pittoresque pour le plus grand bonheur des enfants.